# Mae Virginia Cowdery
Mae Virginia Cowdery (ur. 10 stycznia 1909 w Filadelfii, zm. 1953 w Nowym Jorku) – poetka amerykańska. 
Pochodziła z rodziny afroamerykańskiej. Była jedynaczką. Uczyła się w prestiżowej Philadelphia High School for Girls. Będąc jeszcze w szkole publikowała w piśmie Black Opals. Wierszem Longings wygrała konkurs poetycki zorganizowany przez pismo The Crisis, a za utwór Lamps otrzymała Krigwa Poetry Prize. Potem studiowała w Pratt Institute na Brooklynie w Nowym Jorku. W 1936 wydała tomik We Lift Our Voices and Other Poems. Mae Cowdery odebrała sobie życie w Nowym Jorku w wieku 44 lat.